# Haringsee
Haringsee osztrák község Alsó-Ausztria Gänserndorfi járásában. 2020 januárjában 1183 lakosa volt. 

## Elhelyezkedése

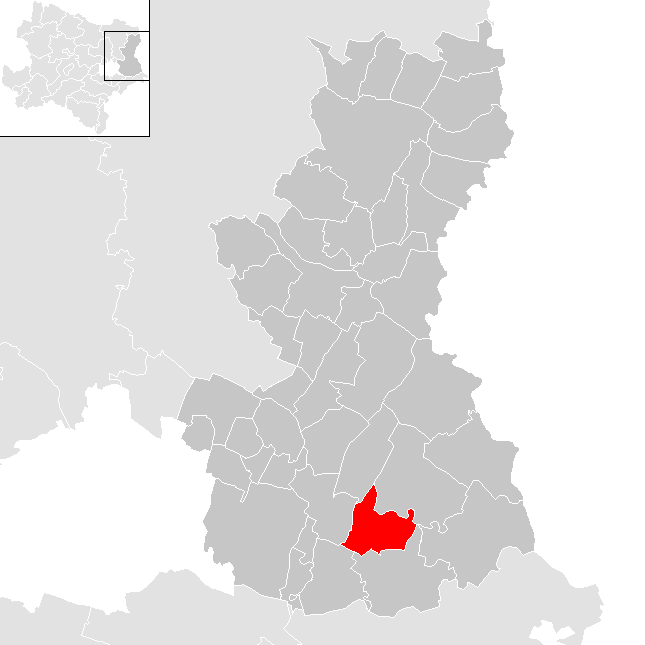
Haringsee a Gänserndorfi járásban

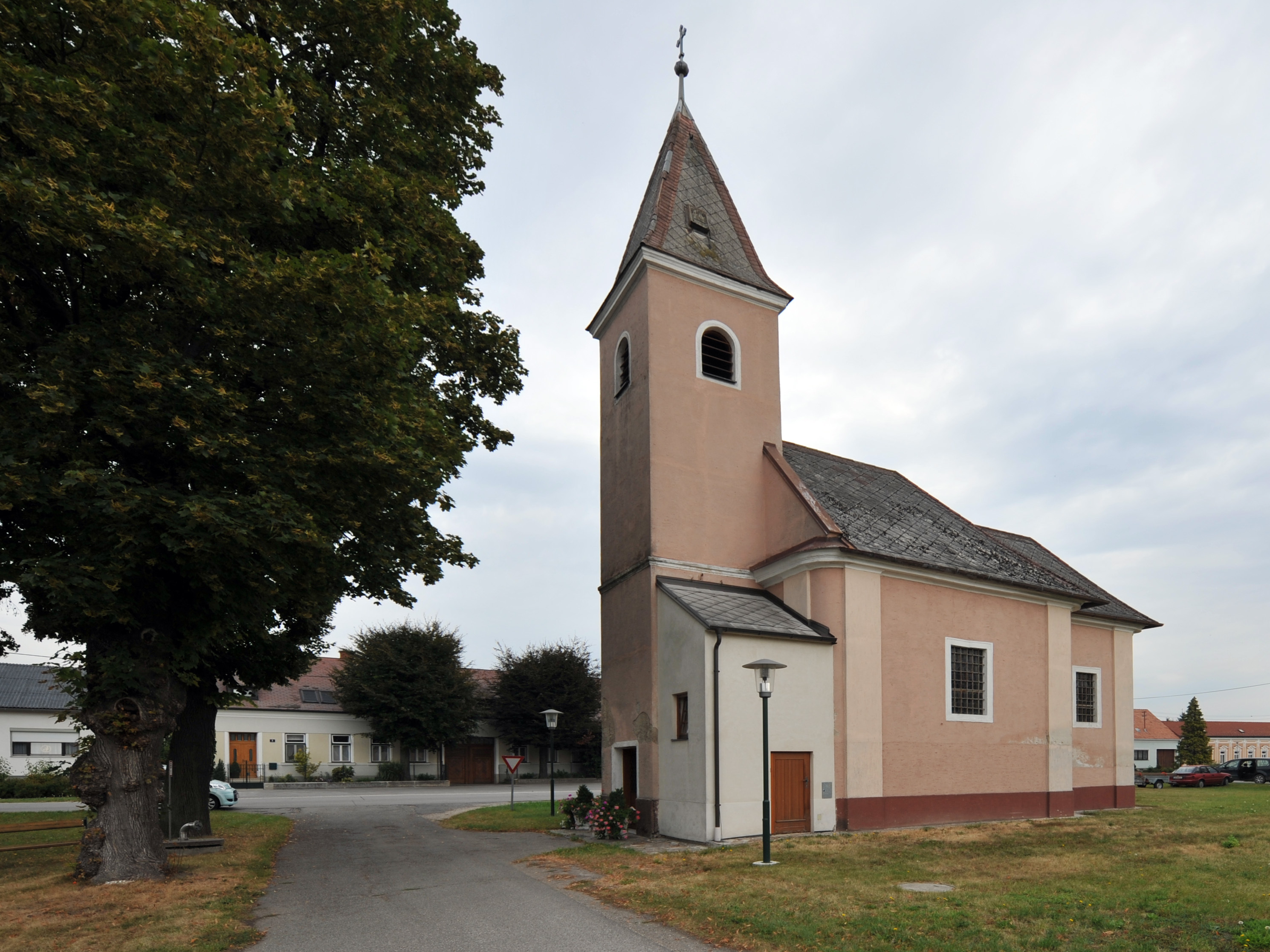
A Szt. Rozália-templom

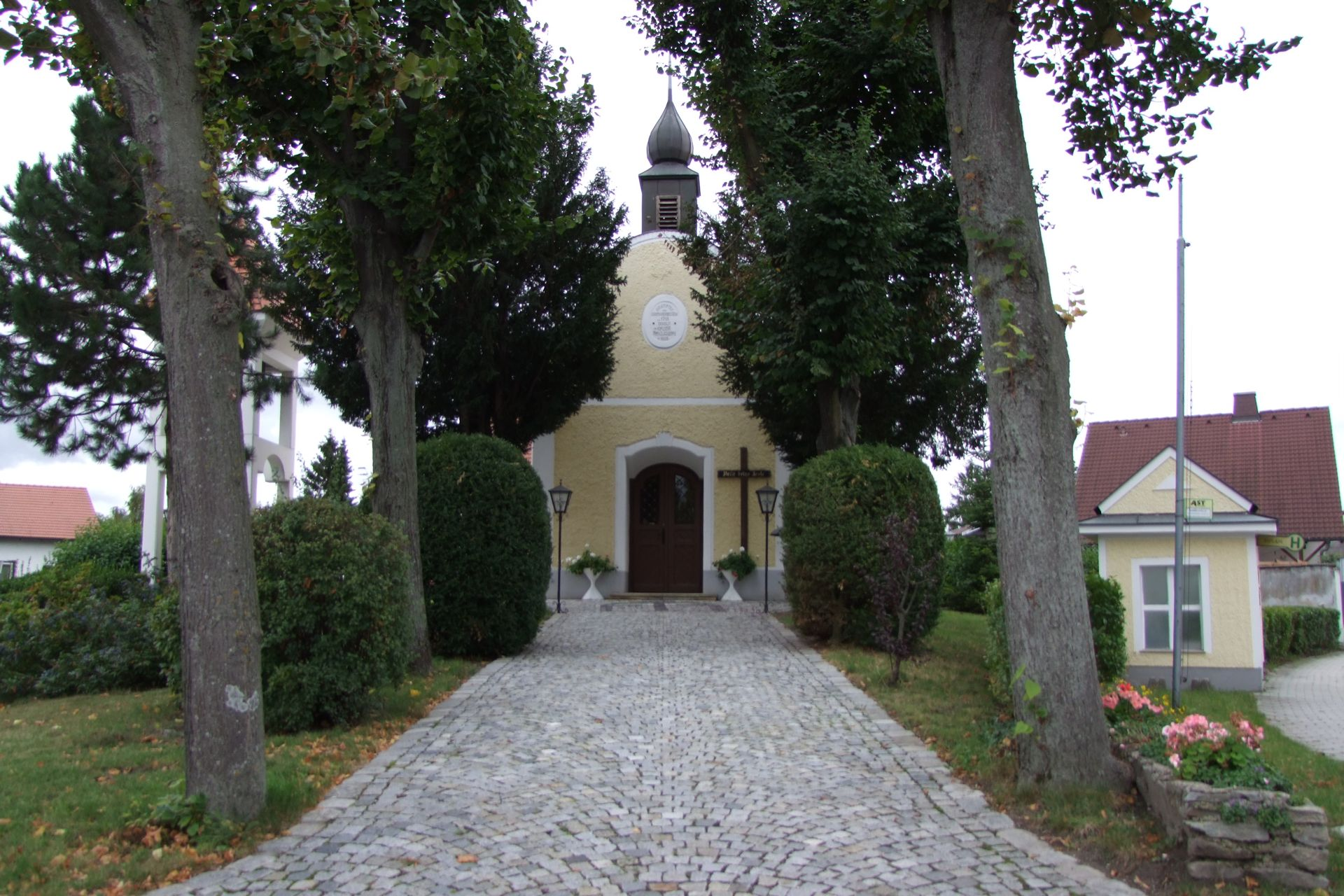
A Szt. Gertrúd és Mechthild-templom

Haringsee a tartomány Weinviertel régiójában fekszik a Morva-mező déli részén. Területének 2,3%-a erdő, 88,3% áll mezőgazdasági művelés alatt. Az önkormányzat 3 települést egyesít: Fuchsenbigl (340 lakos 2020-ban), Haringsee (683 lakos) és Straudorf (160 lakos).
A környező önkormányzatok: északra Untersiebenbrunn, északkeletre Lassee, délkeletre Eckartsau, délnyugatra Orth an der Donau, nyugatra Leopoldsdorf im Marchfelde. 

## Története
Haringseet 1147-ben említik először. Bécs 1529-es ostromakor a falut elpusztították, a lakosságot megölték vagy elhurcolták rabszolgának. Helyükre horvátokat telepítettek; 1785-ig horvátul is énekeltek a templomban, de ekkortól az állandó viták miatt csak a németet engedélyezték. A templomot fallal és árokkal erősítették meg, így a lakosok vész esetén ide húzódhattak. 1605-ben Bocskai István hajdúi felégették a települést. 1689-ben Haringsee elszakadt Orth egyházközségétől, amelyhez addig tartozott. 1708-ban a kurucok teljesen elpusztították a falut. 1760-ban a falu addigi tulajdonosa, Kinsky gróf eladta a birtokot Mária Terézia császárnőnek. 1805-ben és 1809-ben Napóleon franciái szállták meg a települést. Az 1848-as forradalom után eltörölték a feudális birtokrendszert, megalakult Haringsee község és először választottak polgármestert. Az 1866-os porosz-osztrák háborúban a poroszok egészen a Haringsee határában folyó Rußbach vonaláig megközelítették Bécset. Az összecsapásokban 11 ház leégett. 1894-ben 84 házban 460 lakost számláltak össze, köztük 20 szlovák családot. 1901-ben az orthi mellékvonal megépülésével a falu bekerül a vasúti hálózatba. Az első világháborúban 23, a másodikban 36 haringseei esett el. 1920-ban Lassee, Haringsee és Engelhartstetten közös erőművet épített és a három településre bevezették az elektromosságot. A második világháború végén, 1945 áprilisában harcok folytak a faluért, amelynek során 3 helybeli, 2 német és 6 szovjet katona, valamint 2 lengyel munkás halt meg. 

## Lakosság
A haringseei önkormányzat területén 2020 januárjában 1183 fő élt. A lakosságszám 1981 óta gyarapodó tendenciát mutat. 2018-ban az ittlakók 91,3%-a volt osztrák állampolgár; a külföldiek közül 1,3% a régi (2004 előtti), 4,7% az új EU-tagállamokból érkezett. 2,4% a volt Jugoszlávia (Szlovénia és Horvátország nélkül) vagy Törökország, 0,3% egyéb országok polgára volt. 2001-ben a lakosok 81%-a római katolikusnak, 2,2% evangélikusnak, 7,9% mohamedánnak, 6,5% pedig felekezeten kívülinek vallotta magát. Ugyanekkor 7 magyar élt a községben; a legnagyobb nemzetiségi csoportokat a német (87,9%) mellett a törökök (5%), a horvátok (1,6%) és a szerbek (1,1%) alkották. 
A népesség változása:

| 2016 | 1 171 |
| 2018 | 1 179 |

## Látnivalók
- a Szt. Lőrinc-plébániatemplom
- a fuchsenbigli Szt. Gertrúd és Mechthild-templom
- a straudorfi Szt. Rozália-templom

## Fordítás
- Ez a szócikk részben vagy egészben  a   Haringsee című német Wikipédia-szócikk ezen változatának fordításán alapul.  Az eredeti cikk szerkesztőit annak laptörténete sorolja fel. Ez a jelzés csupán a megfogalmazás eredetét és a szerzői jogokat jelzi, nem szolgál a cikkben szereplő információk forrásmegjelöléseként.